# Armorique (ferry)
Pour les articles homonymes, voir Armorique (homonymie).
L‘Armorique est un ferry appartenant à la compagnie bretonne Brittany Ferries. Construit de 2006 à 2009 aux chantiers STX Europe d'Helsinki en Finlande, il navigue depuis février 2009 sur les liaisons transmanches entre la France et le Royaume-Uni.

## Histoire

### Origines et construction
À la fin de l'année 2005, Brittany Ferries annonce la vente du ferry Val de Loire à la compagnie danoise DFDS Seaways et sa sortie de flotte pour février 2006. Dans l'optique de remplacer ce navire entre Roscoff et Plymouth, la compagnie bretonne passe commande le 19 janvier 2006 d'une unité neuve auprès des chantiers finlandais STX Europe. Sa livraison étant alors prévue pour l'année 2008, Brittany Ferries affrète provisoirement le ferry Duke of Scandinavia à DFDS et l'emploie entre Roscoff et Plymouth sous le nom de Pont l'Abbé en attendant l'arrivée du nouveau navire.
Baptisée dans un premier temps Bretagne II, la future unité est conçue sur la base du navire mixte Cotentin, livré quelques années plus tôt. À l'inverse toutefois de ce dernier, sa configuration va davantage s'orienter vers celle d'un ferry plutôt que celle d'un ro-pax. À cet effet, la surface consacrée aux locaux passagers est considérablement augmentée et occupe désormais trois ponts et demi. La capacité passagère, arrêtée à 1 500, est privilégiée par rapport à la capacité de roulage qui se voit en conséquence limitée à une soixantaine de remorques. Le garage occupe malgré tout une importante surface de 2 176 mètres linéaires, principalement destinée à l'accueil de 470 véhicules.
Construit sur le site d'Helsinki, le navire est mis sur cale le 14 mars 2006 et lancé le 10 août 2008. Initialement, la construction devait s'achever dans le courant de l'année 2008, cependant, en raison d'un certain retard pris dans les travaux, la livraison n'intervient que le 16 janvier 2009. Peu de temps avant celle-ci, le navire est rebaptisé Armorique, nom précédemment porté par un ancien ferry ayant navigué pour Brittany Ferries de 1976 à 1994.

### Service

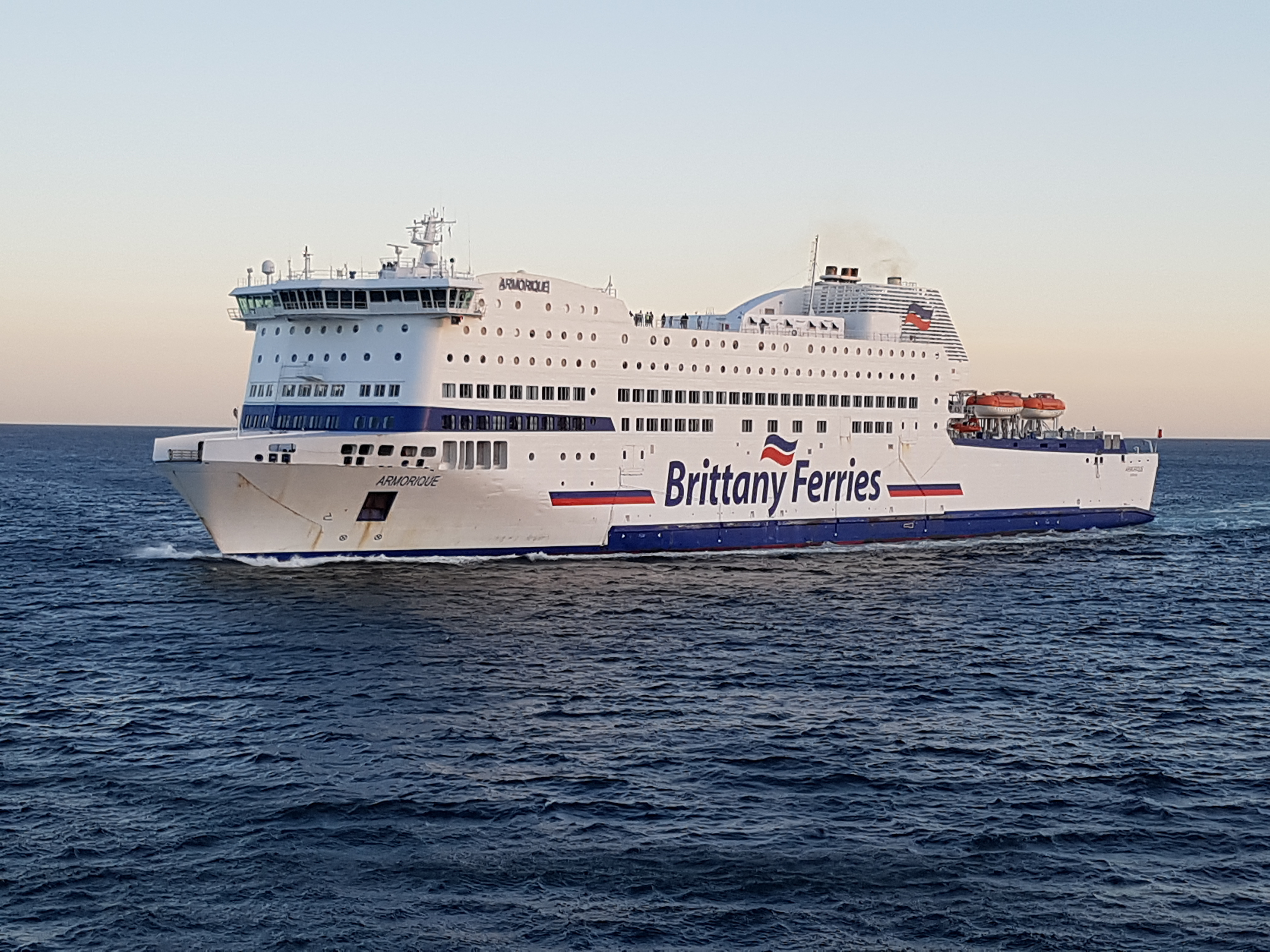
L‘Armorique arborant l'ancienne livrée de Brittany Ferries.

Après avoir réalisé une série d'essais en mer, l‘Armorique quitte la Finlande pour rejoindre la Manche. Arrivé à Plymouth le 28 janvier 2009 pour y effectuer des essais d'accostage, il est cependant contraint de rester au port durant trois jours en raison de mauvaises conditions météorologiques. Le navire arrive pour la première fois en Bretagne le 31 janvier en s'amarrant à Brest où son équipage en prend possession. L‘Armorique réalise ensuite son voyage inaugural le 10 février entre Plymouth et Roscoff.
Désarmé au Havre pour l'hiver à partir d'octobre en raison de la saisonnalité du trafic, il est cependant employé pour quelques traversées entre Cherbourg et Poole entre février et mars 2010 avant que Brittany Ferries ne décide de suspendre définitivement la liaison. Grâce à sa configuration polyvalente et sa faible longueur lui permettant d'accoster dans tous les ports, l‘Armorique va être utilisé par la compagnie comme un navire de substitution afin de couvrir les arrêts techniques des autres navires de la flotte en période creuse.
Durant les années 2010, en raison du durcissement des normes environnementales, Brittany Ferries envisage alors d'importantes modifications au niveau de l‘Armorique. Il est ainsi prévu qu'il soit converti à une propulsion au gaz naturel liquéfié (GNL) dès 2015. Cependant, ce projet sera finalement abandonné courant 2014.
Durant son arrêt technique effectué à Santander du 3 janvier au 25 mars 2016, le navire est équipé d'un système d'épurateurs de fumées, surnommés scrubbers, destiné à réduire ses émissions de soufre. L'installation du dispositif entraîne des modifications au niveau de la cheminée qui est élargie afin d'accueillir la tuyauterie supplémentaire.
À l'occasion d'un autre arrêt technique, effectué à Gdańsk en Pologne à la fin de l'année 2018, l‘Armorique est repeint avec la nouvelle livrée de Brittany Ferries. Les logos de la compagnie sont légèrement modifiés et le navire arbore désormais une bande bleue le long des sabords du pont 7.

## Aménagements
L‘Armorique compte 10 ponts. Si le navire s'étend en réalité sur 11 ponts, le pont 4 est cependant inexistant au niveau du garage. Les locaux des passagers occupent la totalité des ponts 6 et 7 ainsi qu'une partie du pont 8 tandis que ceux de l'équipage occupent principalement le pont 7 avant. Les ponts 2, 3, et 5 abritent quant à eux les garages.

### Locaux communs
Les installations pour les passagers de l‘Armorique sont situées sur les ponts 6 et 7. Parmi elles, se trouvent un bar-salon situé au milieu du pont 7 sur tribord, un café situé au pont 6 - avant et un self-service à l'avant au pont 7. Le navire est également équipé de deux petites salles de cinéma et d'une galerie marchande sur le pont 6 ainsi qu'une salle d'arcade.

### Cabines
L‘Armorique dispose de 247 cabines privatives situées principalement sur le pont 8, mais également sur le pont 9. Internes ou externes, elles peuvent accueillir jusqu'à quatre personnes et sont toutes pourvues de sanitaires privés, comprenant douche, toilettes et lavabo. Le navire propose également 336 places en fauteuils, répartis au sein de deux salons, l'un situé à l'avant du pont 6 et l'autre, plus petit, vers l'arrière.

## Caractéristiques
L‘Armorique mesure 168,30 mètres de long pour 26,80 mètres de large, son tirant d'eau est de 6,20 mètres et sa jauge brute est de 29 468 UMS. Le navire peut transporter 1 500 passagers et possède un garage de 2 176 mètres linéaires de roll, soit une capacité de 470 véhicules et 65 remorques. Le garage est accessible au moyen de deux portes-rampes axiales à la proue et à la poupe ainsi que deux accès directs au garage supérieur également situés à l'avant et à l'arrière. Il possède deux moteurs diesel MaK 12M43C développant une capacité de 24 000 kW entraînant 2 hélices à pas variable faisant filer le bâtiment à plus de 23 nœuds. L‘Armorique est aussi doté de deux propulseurs d’étrave et d'un stabilisateur anti-roulis à deux ailerons rétractables. Il est pourvu de quatre embarcations de sauvetages fermées de grande taille, complétées par une embarcation semi-rigide ainsi que de nombreux radeaux de sauvetage. Depuis 2016, le navire est équipé de scrubbers, dispositif d'épuration des fumées visant à réduire ses émissions de soufre.

## Lignes desservies
Depuis sa mise en service, l‘Armorique est essentiellement affecté sur la liaison transmanche entre Roscoff et Plymouth. Cette desserte ne fonctionnant qu'en saison estivale, le navire est utilisé le reste de l'année afin de couvrir les arrêts techniques des autres unités de la flotte de Brittany Ferries au même titre que le Bretagne.